# Grab (kanton sarajewski)
Grab – wieś w Bośni i Hercegowinie, w Federacji Bośni i Hercegowiny, w kantonie sarajewskim, w gminie Trnovo. W 2013 roku pozostawała niezamieszkana.